# David Weightman
David John Weightman (ur. 28 września 1971) – australijski wioślarz, srebrny medalista olimpijski z Atlanty.
Zawody w 1996 były jego jedynymi igrzyskami olimpijskimi. Zajął drugie miejsce w dwójce bez sternika (wspólnie z Robertem Scottem). 